# Lophozosterops
Lophozosterops és ún gènere obsolet d'ocells de la família dels zosteròpids (Zosteropidae) que habiten la selva d'Indonèsia, les Illes Petites de la Sonda, Moluques, Sulawesi i Mindanao i que actualment s'inclouen al gènere Heleia.

## Morfologia
- Fan uns 13 cm.
- Són grans zosteròpids amb la gola grisa.

## Llistat d'espècies
Aquest gènere s'ha classificat en 6 espècies :
- Lophozosterops dohertyi.
- Lophozosterops goodfellowi.
- Lophozosterops javanicus.
- Lophozosterops pinaiae.
- Lophozosterops squamiceps.
- Lophozosterops superciliaris.

Totes elles són incloses actualment al gènere Heleia.